# Spinasteron lemleyi
Spinasteron lemleyi là một loài nhện trong họ Zodariidae.
Loài này thuộc chi Spinasteron. Spinasteron lemleyi được Barbara C. Baehr miêu tả năm 2003.